# Ureki

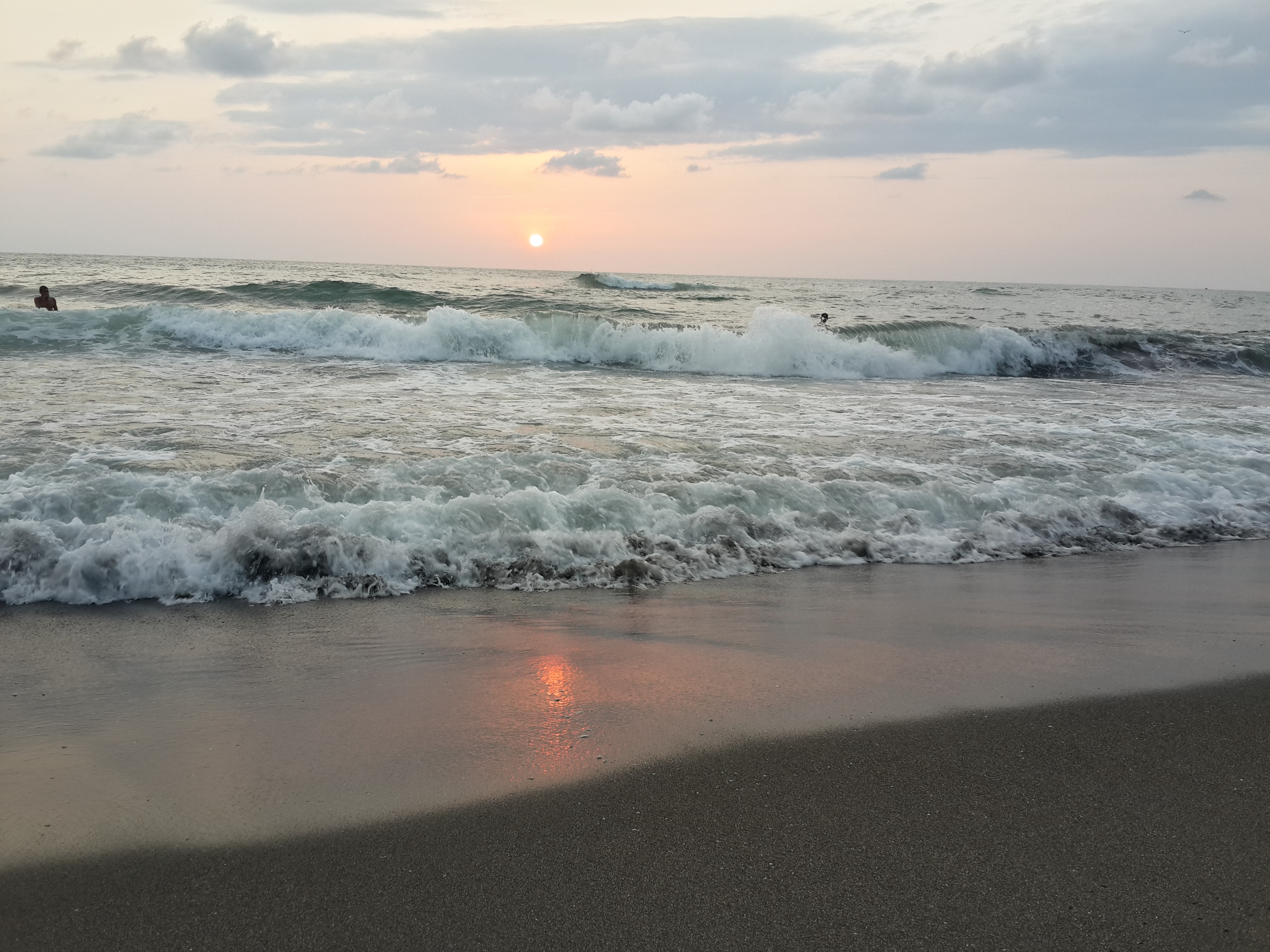
Strand in Ureki mit Magnetitsand

Ureki (georgisch ურეკი) ist eine kleine Siedlung städtischen Typs in der georgischen Region Gurien in der Munizipalität Osurgeti. Es liegt an der Küste des Schwarzen Meeres und ist populärer Seekurort. Im Norden wird Ureki von dem Fluss Sepa, im Süden von Supsa und im Westen von dem Berg Zwermagala (georgisch წვერმაღალა) begrenzt. Der Kurort ist für seinen dunkelfarbigen Sand am Strand bekannt, der eine hohe Menge an Magnetit enthält und  mit medizinischen Eigenschaften ausgezeichnet ist.